# Liên giới tính

Cờ của cộng đồng người liên giới tính.

Liên giới tính hay Lưỡng tính (Tiếng Anh: Intersex) là thuật ngữ chỉ những người có những đặc điểm giới tính (bao gồm bộ phận sinh dục, cơ quan sinh sản, nội tiết tố sinh dục và nhiễm sắc thể giới tính) mà theo như Văn phòng Cao ủy Nhân quyền Liên Hợp Quốc mô tả rằng "không phù hợp với định nghĩa điển hình của cả nam giới hay nữ giới". Theo định nghĩa của Tổ chức Y tế Thế giới, liên giới tính là một dạng dị tật bẩm sinh của hệ thống cơ quan sinh dục và giới tính. Sự phát triển giới tính ở bào thai là kết quả của nhiều gen và đột biến ở bất kỳ gen nào trong số này có thể dẫn đến sự định hình giới tính thất bại một phần hoặc hoàn toàn. Chúng bao gồm các đột biến hoặc bất thường về cấu trúc nhiễm sắc thể Y, dẫn đến rối loạn hình thành bộ phận sinh dục (nam XY hoặc nữ XX), khiếm khuyết quá trình sinh tổng hợp hooc-môn giới tính androgen, và những khuyết tật khác. Chứng "lưỡng tính thật" là một tình trạng khiếm khuyết di truyền trong đó những người bị ảnh hưởng có cả cơ quan sinh dục nam và nữ (buồng trứng và tinh hoàn)
Liên giới tính ảnh hưởng xấu đến sức khỏe và quá trình phát triển giới tính của trẻ em, nên cần phải được chữa trị thông qua phẫu thuật xác định lại giới tính. Với những dị tật gây ảnh hưởng đến sức khỏe hoặc quá trình phát triển giới tính (ví dụ như cơ quan sinh dục dị tật có thể làm tăng nguy cơ ung thư khi trẻ lớn lên, hoặc trẻ em trai có dương vật bị ẩn vào trong khiến bao quy đầu bị kẹt, hoặc trẻ em gái bị bộ phận giả trùm ra ngoài sẽ làm tắc kinh nguyệt khi đến tuổi dậy thì), việc can thiệp phẫu thuật cần thực hiện càng sớm càng tốt, bởi càng để lâu thì nguy cơ sức khỏe và tâm lý càng lớn. Việc quyết định phẫu thuật lúc nào cần phụ thuộc vào quyết định của bác sĩ có chuyên môn.
Intersex Awareness Day là ngày nâng cao nhận thức về liên giới tính, vào ngày 26 tháng 10 hàng năm, để nêu ra các vấn đề mà những người liên giới tính phải đối mặt.

## Khái quát
Trước kia, liên giới tính được gọi là lưỡng tính hay là "thái giám bẩm sinh" (congenital eunuchs). Vào thế kỉ thứ 19 và 20, một số nhà y khoa phát minh ra một hệ thống các thuật ngữ để phân loại các đặc điểm giới tính mà họ quan sát được. Đây là lần đầu tiên con người phát minh ra một hệ thống phân loại các đặc điểm điển hình của liên giới tính. Người liên giới tính trước kia được phân loại thành lưỡng tính thật, hoặc lưỡng tính giả ở nữ hay lưỡng tính giả ở nam. Tuy nhiên, những thuật ngữ này không còn được dùng nữa vì những thuật ngữ có chứa từ 'lưỡng tính được coi là mang hàm ý xúc phạm khi được dùng để chỉ con người. "Lưỡng tính" giờ đây được dùng để chỉ các loài động vật hoặc thực vật có cơ quan sinh sản của cả giống đực và giống cái. Vào năm 1917, Richard Goldschmidt đặt ra thuật ngữ "liên giới tính" (intersexuality) để chỉ những đặc điểm giới tính không rõ ràng ở người Trong giới y khoa, thuật ngữ "Rối loạn phát triển giới tính (DSDs)" bắt đầu được sử dụng từ năm 2006. Tuy nhiên, sự thay đổi này mang lại nhiều tính gây tranh cãi từ khi thuật ngữ trên được ra đời.
Theo hiệp hội liên giới tính Bắc Mỹ (ISNA), Intersex là một thuật ngữ chung được sử dụng cho nhiều tình trạng trong đó một người được sinh ra với giải phẫu sinh sản hoặc giới tính dường như không phù hợp với các định nghĩa thông thường về nữ hoặc nam. Ví dụ, một người sinh ra có thể là nữ ở bề ngoài, nhưng bên trong lại có giải phẫu chủ yếu là nam. Theo ISNA, cứ 2000 đứa trẻ được sinh ra thì có 1 đứa trẻ bị ảnh hưởng bởi tình trạng liên giới tính với các mức độ khác nhau
Vào thời xưa, người liên giới tính thường phải đối mặt với sự kì thị từ khi mới sinh, hoặc sau khi một đặc điểm liên giới tính phát triển khi đến tuổi dậy thì. Điều này có thể bao gồm giết hại trẻ sơ sinh, bỏ rơi, hoặc đối mặt với sự kì thị từ trong chính gia đình. Một số người liên giới tính thường trải qua phẫu thuật hoặc trị liệu hoóc-môn để cơ thể phát triển những đặc điểm giới tính phù hợp. Tuy nhiên, những cuộc chữa trị mà không có sự chấp thuận từ người bệnh hoặc phụ huynh của trẻ em có thể bị coi là vi phạm nhân quyền Những tổ chức hoạt động về quyền của người liên giới tính cũng lên tiếng về những vấn đề này, như lời tuyên bố Malta (Malta declaration) được đưa ra vào năm 2013 bởi International Intersex Forum.
Một vài người liên giới tính sẽ được chỉ định và được nuôi dạy như một người con trai hay con gái nhưng rồi lớn lên lại nhận dạng bản thân là một giới khác, trong khi một số vẫn nhận dạng bản thân theo giới đã được chỉ định từ nhỏ. Vào năm 2011, Christiane Völling trở thành người liên giới tính đầu tiên đã kiện thành công về những thiệt hại do cô phải thực hiện phẫu thuật xác định lại giới tính diễn ra vào năm 1977 mà không có sự đồng thuận của cô và phụ huynh. Một vụ thứ hai được xét xử ở Chile vào năm 2012, trong đó có sự tham gia của một đứa trẻ và bố mẹ của mình. Vào tháng 4 năm 2015, Malta trở thành quốc gia đầu tiên cấm bất kì can thiệp y tế về giới tính nào mà thiếu sự đồng thuận của người tham gia hoặc phụ huynh của họ (nếu họ chưa đủ trưởng thành để tự quyết định).

Cũng giống như những người nam hay nữ khác, người liên giới tính có thể có bất kì bản dạng giới cũng như xu hướng tình dục và xu hướng tình cảm nào.

## Phân loại
Có các dạng người liên giới tính sau đây, tất cả các dạng người này đều có cấu tạo cơ quan quan sinh dục bất thường.
- Liên giới tính giả ở nữ

Là nữ, có buồng trứng, nhưng do tuyến thượng thận sản xuất quá nhiều hoóc môn nam androgen nên bộ phận sinh dục ngoài bị nam hóa, như âm vật phì đại, 2 môi lớn to và dính nhau như bìu. Trường hợp nam hóa nặng có thể tạo nên đoạn niệu đạo - âm vật giống như người nam có tinh hoàn ẩn.
Nguyên nhân thường gặp nhất là hội chứng thượng thận sinh dục. Một số trường hợp do mẹ có dùng thuốc chứa androgen khi mang thai, mẹ bị u nam hóa buồng trứng.
- Liên giới tính giả ở nam

Bộ nhiễm sắc thể vẫn là 46 XY như mọi đàn ông khác, nhưng bộ phận sinh dục lại giống nữ. Nguyên nhân là hoóc môn nam testosteron và MIS - một chất cần cho sự phát triển giới tính nam - không được tiết ra đủ.
- Nữ hóa có tinh hoàn

Người có tinh hoàn và có bộ nhiễm sắc thể XY, là đàn ông nhưng cơ quan sinh dục ngoài không nhạy cảm với testosteron nên không biệt hóa thành dương vật. Họ có âm đạo (thường bị tịt một đầu, không có tử cung, vòi tử cung có nhưng kém phát triển). Đến khi dậy thì, ngực lớn lên nhưng không hành kinh, lông mu ít hay không có. Các tinh hoàn thường ở trong bụng hay ống bẹn, cũng có khi ở môi lớn.
Về phương diện phôi thai học, những người này giống liên giới tính giả ở nam, song họ không có cảm giác lưỡng tính mà coi mình hoàn toàn là phụ nữ do bộ phận sinh dục ngoài như người nữ bình thường, được nuôi dạy như nữ. Thông thường họ được xử lý mổ lấy tinh hoàn ngay sau khi phát hiện bệnh để tránh xáo trộn tâm lý.
- Liên giới tính thật

Hầu hết các trường hợp lưỡng tính thật sống ngoài xã hội bề ngoài có dạng nữ. Họ có cả tinh hoàn và buồng trứng (tách riêng hay nhập chung thành tuyến tinh hoàn - buồng trứng) nhưng chúng thường không có tính năng hoạt động. Nguyên nhân gây liên giới tính thật là có bất thường trong quá trình phân định giới tính.
- Loạn sinh tuyến sinh dục kết hợp

Những trường hợp này cũng rất hiếm: Họ có tinh hoàn một bên, bên kia không rõ ràng. Cấu trúc đường sinh dục thường là nữ, đôi khi cũng có vài cấu trúc dạng nam. Các bộ phận sinh dục ngoài có thể là nữ, nam hay pha trộn cả hai. Khi dậy thì, họ không phát triển vú, không hành kinh.
Tuy nhiên, những trường hợp trên sau khi phẫu thuật chỉnh hình lại vẫn có thể quan hệ tình dục bình thường, nhưng không thể sinh con.

## Các vấn đề pháp lý
Vào năm 2015, một Tài liệu phát hành về "Quyền con người và người khác giới của Hội đồng Châu Âu đã nêu bật một số lĩnh vực cần quan tâm, bao gồm các vấn đề về mặt pháp lý:
- Quyền bình đẳng về cuộc sống và phòng chống các phương pháp điều trị y tế mà không có sự đồng ý của người liên giới tính (hoặc phụ huynh của họ nếu họ chưa đủ trưởng thành), bao gồm cả các phương pháp điều trị được coi là không cần thiết;
- Intersex là một tình trạng y tế cần được điều trị với sự đồng ý rõ ràng;
- Đối xử bình đẳng theo pháp luật; bao gồm các quy định pháp lý cụ thể tương tự như các nhóm khác được đề cập;
- Tiếp cận thông tin, hồ sơ bệnh án, tư vấn và hỗ trợ đồng nghiệp và các hỗ trợ khác, thông qua việc tiếp cận nhanh chóng các tài liệu chính thức

Quốc gia đầu tiên trên thế giới đưa liên giới tính vào lập pháp là Nam Phi. Với Đạo luật sửa đổi các vấn đề tư pháp 2005, Đạo luật thúc đẩy bình đẳng và ngăn ngừa phân biệt đối xử không lành mạnh năm 2000 đã được sửa đổi, trong đó nói rằng "Intersex" được định nghĩa là "sự khác biệt giới tính bẩm sinh không điển hình, ở bất kỳ mức độ nào". Luật này được xây dựng để bao gồm tất cả những người liên giới tính trong phạm vi định nghĩa của nó và không bỏ sót
Vào tháng 3 năm 2017, một tuyên bố của cộng đồng Úc và New Zealand đã kêu gọi kêu gọi hình sự hóa các can thiệp y tế cho người liên giới tính nếu không có sự chấp thuận của bản thân họ hoặc phụ huynh của họ (nếu người đó chưa đủ tuổi trưởng thành). Giống như những người không Liên giới tính, một số cá nhân Liên giới tính có thể không tự nhận mình là nữ hoặc chỉ là nam. Nghiên cứu xã hội học ở Úc, quốc gia có phân loại giới tính 'X', cho thấy 19% những người sinh ra với các đặc điểm giới tính không điển hình đã chọn phương án "X" hoặc "khác", trong khi 52% là phụ nữ, 23% nam giới và 6% không chắc chắn. Khi mới sinh, 52% số người trong nghiên cứu được chỉ định là nữ và 41% được chỉ định là nam.

## Xem xét can thiệp y tế
Trước đây người ta cho rằng việc phẫu thuật loại bỏ các tuyến sinh dục liên giới tính vì chúng có nguy cơ trở thành ung thư cao. Sau đó, các nhà nghiên cứu phát hiện ra rằng nguy cơ ung thư còn tùy thuộc vào mỗi trường hợp. Do đó, với những trường hợp liên giới tính thể nhẹ (dị tật ở mức nhỏ, không gây tổn hại đến sức khỏe và sự phát triển giới tính), có các bác sĩ sẽ khuyến nghị nên theo dõi tích cực hoặc chờ đợi cẩn thận để cho phép kích thích dậy thì tự nhiên. Những người liên giới tính thể nhẹ này có thể giữ lại các tuyến sinh dục phát triển tốt một cách an toàn cho đến tuổi dậy thì hoặc muộn hơn mà không cần phẫu thuật, cho phép họ ra quyết định có nên phẫu thuật cơ quan sinh dục không. Đối với những người phải phẫu thuật vì nguy cơ sức khỏe hoặc để tránh bắt đầu dậy thì ở giới tính không mong muốn, các bác sĩ có thể đưa ra các phương án bảo tồn khả năng sinh sản.
Với những dị tật gây ảnh hưởng đến sức khỏe hoặc quá trình phát triển giới tính của trẻ em (ví dụ như cơ quan sinh dục dị tật có thể làm tăng nguy cơ ung thư, trẻ em trai có dương vật bị ẩn vào trong khiến bao quy đầu bị kẹt, hoặc trẻ em gái bị bộ phận giả trùm ra ngoài sẽ làm tắc kinh nguyệt khi đến tuổi dậy thì), việc can thiệp phẫu thuật cần thực hiện càng sớm càng tốt, bởi càng để lâu thì nguy cơ sức khỏe càng lớn. Việc quyết định phẫu thuật lúc nào cần phụ thuộc vào quyết định của bác sĩ có chuyên môn.

## Truyền thuyết

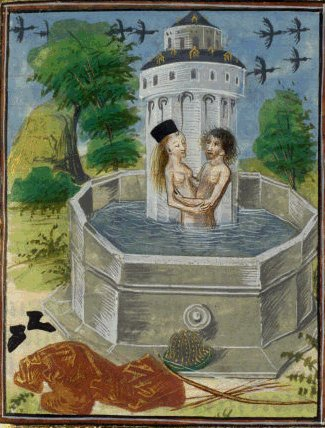
Salmacis và Hermaphroditos nhập làm một

Truyền thuyết về những người có giới tính không xác định đã xuất hiện từ thời cổ đại. Hai vị thần Hermes và Aphrodite đã ghép tên họ để đặt cho con trai là Hermaphroditos. Vì tiên nữ (nymph) Salmacis yêu Hermaphroditos nhưng bị từ chối nên đã ước nguyện thân thể hai người nhập làm một. Lời ước được chứng giám, và xuất hiện một con người vừa nam vừa nữ, hình tượng được thể hiện là một người vừa có vú vừa có dương vật. Thần thoại Hy Lạp cũng nói đến Tiresias là người mà theo thần thoại thì khi giết một con rắn cái thì sẽ biến thành phụ nữ, còn khi giết một con rắn đực thì sẽ trở thành đàn ông.

## Những nhân vật liên giới tính nổi tiếng
- Josephine Joseph
- Cheryl Chase
- Erik Schinegger
- Freddie Mercury
- Lê Văn Duyệt